# Christoph Darnstädt
Christoph Darnstädt (* 1960) ist ein deutscher Drehbuchautor.

## Leben
Christoph Darnstädt ist der Sohn der Kinderbuchautorin Helge Darnstädt. Sein älterer Bruder ist der Jurist und Journalist Thomas Darnstädt, der beim Spiegel arbeitet. Sein Vater war ebenfalls Dramaturg und Journalist. Er studierte Literaturwissenschaften und Romanistik an der Freien Universität Berlin. Während des Studiums schrieb er für mehrere Zeitschriften und bereits 1992 entstanden die ersten Drehbücher für die Kinderserie Achterbahn. Bald darauf arbeitete er als Script Editor für Fernsehserien wie Gute Zeiten, schlechte Zeiten, Alle zusammen – jeder für sich und Hinter Gittern – Der Frauenknast. Seit 2006 ist er auch als Drehbuchautor an der Tatort-Reihe beteiligt, vor allem im Bezug auf die Kommissare Tschiller und Gümer.
Gemeinsam mit Don Bohlinger wurde er mit seiner Arbeit an der Literaturverfilmung Das Experiment 2001 bei der Verleihung des Bayerischen Filmpreises für das Beste Drehbuch ausgezeichnet. 2004 wurde er für sein Drehbuch zu Abschnitt 40, Folge: Straßen der Nacht mit dem Robert-Geisendörfer-Preis ausgezeichnet. Für sein Drehbuch zu der Komödie Das Zimmermädchen und der Millionär wurde Darnstädt bei der Verleihung des Deutschen Fernsehpreises 2005 für das Beste Buch ausgezeichnet.

## Filmografie (Auswahl)
- 1992:  Achterbahn
- 2001–2006: Abschnitt 40 (Fernsehserie, Idee und 31 Folgen Drehbuch)
- 2001: Das Experiment
- 2004: Das Zimmermädchen und der Millionär
- 2006: Tatort: Der Lippenstiftmörder
- 2008: Die Patin – Kein Weg zurück
- 2009: Mein Flaschengeist und ich
- 2009: Tatort: Vermisst
- 2010: 380.000 Volt – Der große Stromausfall
- 2010: Die Grenze
- 2010: Tatort: Vergissmeinnicht
- 2012: Die Tote ohne Alibi
- 2013: Tatort: Kaltblütig
- 2013: Tatort: Willkommen in Hamburg
- 2014: Tatort: Kopfgeld
- 2016: Tatort: Der große Schmerz
- 2016: Tatort: Fegefeuer
- 2016: Tschiller: Off Duty
- seit 2016: Der Kroatien-Krimi
- 2017: Tatort: Amour Fou
- seit 2017: Der Kommissar und …
  - 2017: … das Kind
  - 2020: … Die Wut
  - 2022: … die Eifersucht
- 2019: Tatort: Der gute Weg
- 2020: Tatort: Ein paar Worte nach Mitternacht
- 2023: Schlafende Hunde (Miniserie)